# 12 botellines y 5 tercios
12 botellines y 5 tercios es un álbum recopilatorio de la banda de punk rock madrileña Porretas, que incluye 12 canciones del grupo (pertenecientes a sus tres álbumes lanzados con la discográfica Edel Music), más un tema inédito y dos rarezas. El CD también va acompañado de los vídeos de las canciones "Marihuana" y "Pongamos que hablo de Madrid".
A la derecha del título de cada canción se indica el álbum original al que pertenece.

## Lista de canciones
1. Los 12 mandamientos (Baladas pa un sordo)
2. Joder qué cruz (Rocanrol)
3. Buenrollito (Rocanrol)
4. Pongamos que hablo de Madrid (Clásicos)
5. Vaya día, Jeremías (Baladas pa un sordo)
6. Rocanrol (Rocanrol)
7. Cartas (Directo) (Rareza)
8. Ferrocarril (Rareza)
9. Puti-Club (Inédita)
10. Necesito un trago (Clásicos)
11. Simplemente es asín (Rocanrol)
12. Compadre Ramires (Rocanrol)
13. Putney Bridge (Clásicos)
14. Marihuana (Baladas pa un sordo)
15. Tontolculo (Baladas pa un sordo)